# Olea gamblei
 (avril 2014).
Espèce
Olea gamblei est une espèce de plantes à fleurs du genre Olea et de la famille des Oleaceae. C'est un arbre qui peut atteindre 6 à 10 m de haut et qui pousse au Sikkim (un des États de l'Inde). Il a été reconnu et classé dans le sous-genre Tetrapilus par P.S. Green lors de sa révision du genre Olea (2002) avec ses synonymes et sa description botanique. Cette espèce pose une énigme botanique avec ses fleurs sans pétales.

## Synonymes botaniques
Cette espèce n'a pas de synonymes.

## Description botanique

### Appareil végétatif
C'est un petit arbre andro-dioïque avec des jeunes pousses glabrescentes. Les feuilles sont légèrement coriaces, avec un pétiole de 6 à 10 mm[réf. nécessaire]. Le limbe est oblong-elliptique, de (5-)8 à 13 cm de long et large de (1,7-) à 4 cm[réf. nécessaire], la base est cunéiforme, atténuée sur le pétiole, l'apex est acuminé. Les bords sont entiers, la nervuration est sombre sur le dessus et le dessous.

### Appareil reproducteur

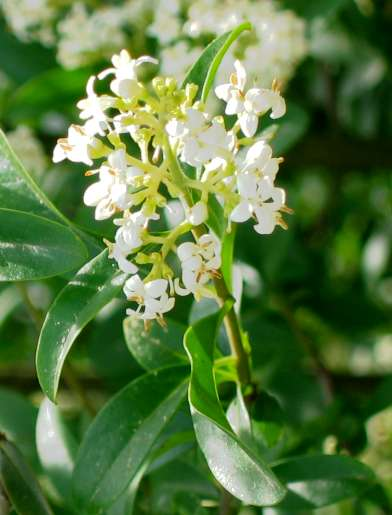
Inflorescence d'Oleacée en panicule.

Les inflorescences sont axillaires, en cymes paniculées, de 3 à 8 cm de longueur[réf. nécessaire], glabres ou avec quelques poils épars, avec des pédicelles de 0,5 à 1 mm de long[réf. nécessaire], ciliés. Le calice est cupuliforme, un peu tronqué, de 0,5 mm de long[réf. nécessaire], cilié. La corolle est absente. Il y a deux étamines avec des anthères sub-sessiles, elliptiques oblongues, réfléchies à l'anthèse. L'ovaire est en forme de bouteille et mesure 1 mm de long avec un style de 0,5 mm de long, un stigmate de 0,5 mm de long et 0,5 mm de large[réf. nécessaire], légèrement bilobé. Le fruit est une drupe ellipsoïde mesurant 17 à 27 mm de long et 7 à 10 mm de large[réf. nécessaire].

### Répartition géographique
On trouve cette espèce au Royaume du Sikkim, près de Punkahari. Cette espèce serait endémique du Sikkim.

## Utilisations
Cette espèce est utilisée pour la confection de bonsaïs.

## Sources
Pour des articles plus généraux, voir Oleaceae, Olea et Tetrapilus.